# Solmærket
 Der er for få eller ingen kildehenvisninger i denne artikel, hvilket er et problem. Du kan hjælpe ved at angive troværdige kilder til de påstande, som fremføres i artiklen.

Solmærket er et logo for OOA (Organisationen til Oplysning om Atomkraft). Det blev skabt i april 1975 i Aarhus af aktivisten Anne Lund, der fik ideen til den smilende sol med det venlige 'Nej Tak' og de markante farver. Usikker på mærkets kvalitet viste hun sine skitser til Søren Lisberg, en anden OOA-aktivist. Han var fyr og flamme. Det mærke skulle ud til folk. Og hele OOA-gruppen i Aarhus var straks med på ideen. Målet var, idet der på dette tidspunkt var en spændt konfrontation, at være venlig, for at øge accepten af atomkraftmodstanden. Det har man på den ene side opnået ved ikke at stille krav, men et spørgsmål: "Atomkraft?", og svare venligt: "Nej tak". Som alternativ til atomkraft er der et billede af solen. Derved åbnes for en åben og venlig dialog. De første 500 badges kom 1. maj 1975 på gaden i Aarhus. Folks reaktion var ikke til at tage fejl af. Mærkerne blev nærmest revet væk.
Solmærket er blevet et af de mest berømte logoer i verden. Siden den første lille serie i 1975, er mærket blevet oversat til 45 sprog og distribueret i millioner af eksemplarer. I dag er der eksemplarer på både russisk, dansk, svensk, norsk, hindi og tyrkisk.
Nationalmuseet viste i maj 2000 en lille udstilling med det dengang 25 år gamle Solmærke. Den danske atomkraftmodstand og Solmærket fik november 2001 plads i Nationalmuseets nye permanente udstilling "Danmarkshistorier 1660-2000".
Logoet blev i 1977 varemærkebeskyttet i Danmark. I de efterfølgende år desuden i en række europæiske lande. De nationale registreringer blev i 2004 afløst af en registrering som EU-varemærke 004193091. Registrering i USA og Schweiz fulgte i 2008. Alle rettigheder til Solmærket blev i 1977 formelt overdraget til OOA og er 2002 overgået til den ikke-kommercielle OOA Fonden. Fonden giver brugsrettigheder til organisationer mod atomkraft, indgår licensaftaler med kommercielle virksomheder og træder i aktion overfor misbrug af mærket. World Information Service on Energy i Amsterdam er blevet overdraget opgaven som forvalter af mærket.

## Anne Lund, Aktivist og Designer
Solmærket blev designet i 1975 af den danske aktivist og designer Anna Lund, som var medlem af den danske organisation OOA (Organisationen til Oplysning om Atomkraft). Hun havde ikke nogle designerfaring før hun designede solmærket og tjente ikke nogle penge på det, selvom det blev et stort internationalt symbol. Da hun blev medlem af OOA var der kun 10 medlemmer. De mente det var vigtigt at udtrykke deres holdning om atomkraft. Hun stillede spørgsmålet "Atomkraft?" og gav det korte svar "Nej tak." Ved dette var logoets intention at udtrykke modstand og -ved at sætte spørgsmålstegn ved atomkraft - til at sætte gang i en diskussion.  Huset hvor Anna Lund designede det originale logo findes stadig i Klostergade 6-8, Aarhus, Danmark. Efter ulykken i Fukushima i 2011, blev en ny version af logoet udgivet for vedvarende energi, med beskeden "Vedvarende energi? Ja tak!" på en grøn baggrund med en gul sol.

## Solmærket gavlmaleri i Aarhus
I 1983 blev et gavlmaleri af Solmærket malet ved krydset mellem Vestergade og Emil Vetts Passage, i Aarhus, nær stedet, hvor det oprindeligt blev designet af Anne Lund. I 2008 blev det næsten ødelagt på grund af ejendomsudvikling i området, men på baggrund af protester, blev gavlmaleriet bevaret. For nyligt blev det restaureret. Gavlmaleriet er placeret i et område kendt for dets natteliv.